# Carolyn Dawn Johnson
Carolyn Dawn Johnson (Grande Prairie, 30 aprile 1971) è una cantautrice canadese.

## Biografia
Cresciuta in una fattoria nel nord dell'Alberta, Carolyn Dawn Johnson si è avvicinata alla musica cantando nel coro della chiesa e prendendo lezioni di pianoforte all'età di 5 anni. Nel 1994 si è trasferita a Nashville, dove ha iniziato a lavorare come autrice di canzoni country. I suoi pezzi sono stati registrati da Patty Loveless, Suzy Bogguss, Kathy Mattea, Mindy McCready, Jo Dee Messina, Linda Davis e Chely Wright.
Nel 1999 ha deciso di intraprendere la carriera di cantante, e ha ottenuto un contratto discografico con la Arista Nashville. Ha cantato i cori per l'album di Martina McBride e l'ha seguita in tournée, prima di pubblicare il suo singolo di debutto Georgia nel 2000. I suoi due singoli successivi, Complicated e I Don't Want You to Go, sono stati i più fortunati della sua carriera: hanno infatti raggiunto rispettivamente la 59ª e la 54ª posizione nella Billboard Hot 100.
I tre singoli sono contenuti nell'album di debutto di Carolyn Dawn Johnson, Room with a View, uscito nell'autunno del 2001. Il disco ha debuttato all'87º posto nella Billboard 200 statunitense ed è stato certificato disco d'oro dalla Music Canada con oltre 50 000 copie vendute in territorio canadese. Il successo del disco ha fruttato alla cantante svariati premi dalla Canadian Country Music Association, oltre ad un Juno Award per l'artista country dell'anno.
Nel 2003 è uscito il singolo Simple Life, che ha raggiunto la 73ª posizione nella classifica statunitense e che ha anticipato Dress Rehearsal, il secondo album della cantante, uscito nella primavera del 2004. L'album ha raggiunto il 65º posto nella Billboard 200, regalando alla cantante il suo miglior piazzamento nella classifica.
I due album successivi, Love & Negotiation (2006) e Love Rules (2010), sono stati meno fortunati in suolo statunitense, ma hanno continuato a fruttare alla cantante successi radiofonici nella sua madrepatria, oltre a candidature e premi da parte della Canadian Country Music Association.

## Discografia

### Album in studio
- 2001 – Room with a View
- 2004 – Dress Rehearsal
- 2006 – Love & Negotiation
- 2010 – Love Rules

### Singoli
- 2000 – Georgia
- 2001 – Complicated
- 2001 – I Don't Want You to Go
- 2002 – One Day Closer to You
- 2003 – Simple Life
- 2004 – Die of a Broken Heart
- 2004 – Head Over High Heels
- 2005 – Dress Rehearsal
- 2006 – Crybaby
- 2006 – Taking Back My Brave
- 2007 – Into You
- 2010 – Let Me Introduce Myself
- 2010 – The Whole Thing
- 2010 – I Wouldn't Want Christmas Any Other Way
- 2011 – Stop for Me
- 2011 – I'd Still Have You
- 2011 – It'd Be Christmas (If You Were Here)
- 2012 – Reach You
- 2019 – Mothers & Daughters (con Abbie Grace)
- 2020 – Light Changes Everything

#### Come artista ospite
- 2012 – Baby I Know It (Johnny Reid feat. Carolyn Dawn Johnson)
- 2016 – I Didn't Fall in Love with Your Hair (Brett Kissel feat. Carolyn Dawn Johnson)